# 黄文攀
黄文攀（1995年8月22日—2018年3月16日），四川眉山人，中国残疾奥运游泳运动员。

## 生平
1995年出生在四川眉山洪雅县，在2016年夏季帕拉林匹克運動會屡次打破世界纪录。为中国队收获了5枚金牌和1枚银牌。

## 逝世
2018年3月18日在家乡洪雅县遭遇车祸离世，享年22岁。